# Iván Martín Seoane
Iván Martín Seoane (Barakaldo, País Basc, 1987) és un exnedador i entrenador de natació basc. Actualment és l'entrenador del CN Vila-real de València.

## Biografia
Va néixer a Barakaldo (País Basc). Es va llicenciar en ciències de l'activitat física i l'esport per la Universitat del País Basc (UPV/EHU) amb mestratge en natació. A més, es va formar en entrenament superior de natació i també de triatló.
Com a nedador, va ser nedador professional de competició entre els anys 1995 i 2005, aconseguint diferents èxits i títols des de la categoria infantil fins a la junior. Com entrenador, va començar la seva carrera com a entrenador com a Club Natació Sestao (CNS) de Sestao (País Basc), en què va ser el seu director tècnic i entrenador entre 2008 i 2011.
A les temporades esportives 2019-2020 i 2020-2021, Martín va ser el director tècnic i entrenador del CN Criptana Gigantes (Campo de Criptana). Sota la seva direcció, va portar el nedador Fernando Olivares al Campionat Nacional Aleví, que va aconseguir mínima nacional en 200 estils.
L'any 2020, Martín va ser l'entrenador oficial de la Selecció Oficial regional de Castella-la Manxa per al VI Campionat d'Espanya de Natació.
Des de la temporada 2021-2022 és el director tècnic i entrenador del CN Vila-real de València, succeint a Carlampio Fresquet.

## Carrera com a entrenador
- CN Sestao (2008-2011). Director tècnic i entrenador.
- Federació Biscaïna de Natació (2009-2011). Director tècnic (benjamins i alevins).
- Club Deportivo La Unión (2011-2013). Director tècnic i entrenador.[9]
- CN Abulense (2013-2015). Director tècnic i entrenador.[1][10][11]
- CN Criptana Gigantes (2019-2021). Director tècnic i entrenador.[2][3][4]
- Campionat d´Espanya de Natació. Selecció Oficial Regional de Castella-la Manxa. 2020. Entrenador oficial.[7]
- CN Vila-real (2021-2022). Director tècnic i entrenador.[8]

## Palmarès com a nedador
Va ser nedador de competició entre els anys 1995 i 2005 aconseguint els seus majors èxits des de la categoria infantil fins a la junior i fent-se amb els títols següents:
- Campió de Biscaia (50 papallona, 100 papallona i 100 lliures, i en els relleus de 4×50 estils, 4×100 estils, 4×50 lliures i 4×100 lliures).[cal citació]
- Subcampió de Biscaia (50 papallona, 100 papallona, 50 lliures i 100 lliures).[cal citació]
- Campió d'Euskadi (50 papallona i 4×100 lliures).[cal citació]
- Subcampió d'Euskadi (50 papallona, 4×100 lliures i 4×50 lliures).[cal citació]